# Make Poverty History

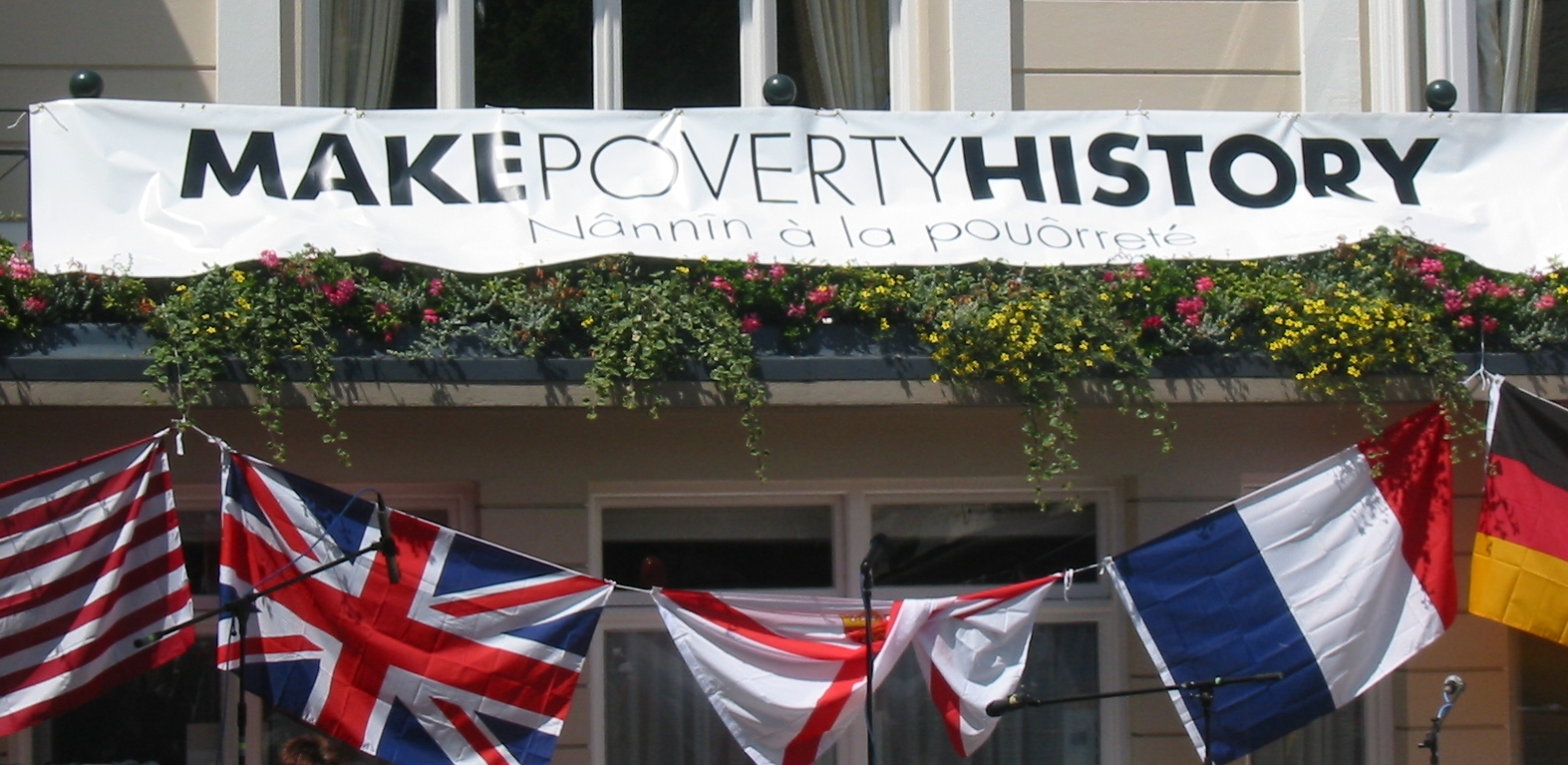
MAKEPOVERTYHISTORY

Make Poverty History (abbreviato in MPH, dall'inglese, "fai che la povertà diventi storia") fu lo slogan principale di una vasta serie di iniziative portate avanti fra il 2005 e il 2006, in tutto il mondo, da una coalizione internazionale di ONG, gruppi religiosi, sindacati, aziende e celebrità. La campagna nell'insieme faceva capo all'associazione internazionale Global Call to Action against Poverty (GCAP), e si proponeva di convincere i governi di tutto il mondo a intraprendere azioni immediate per sconfiggere la povertà assoluta nel mondo. Fra le iniziative più note che si svolsero all'interno di questa vastissima campagna si può citare il Live 8. Gli aderenti al movimento erano identificati da un braccialetto bianco di cotone o silicone (ne fu realizzata anche una versione virtuale Archiviato il 18 maggio 2005 in Internet Archive. da usare nei siti web) con la scritta MAKEPOVERTYHISTORY; il grassetto evidenzia make history, "fate la storia".
MPH si proponeva di ottenere tre risultati:
- equità negli scambi commerciali con i paesi poveri (trade justice);
- cancellazione del debito dei paesi poveri (drop the debt)
- potenziamento delle iniziative di aiuto (more and better aid)

In effetti, nessuna di queste richieste era nuova; quello che invece non aveva precedenti erano le proporzioni della campagna.

## Alcune nazioni partecipanti

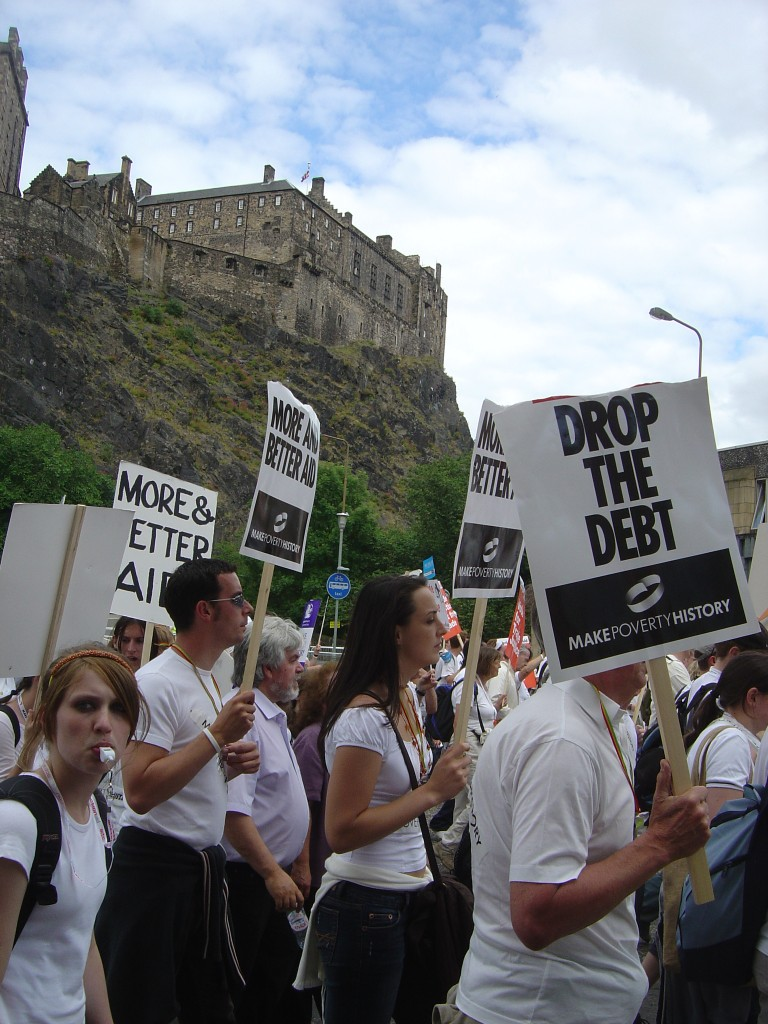
Manifestanti alla marcia di Edimburgo di MPH

### Regno Unito
Alla campagna Make Poverty History (MPH) nel Regno Unito e in Irlanda parteciparono nel 2005 società benefiche, gruppi religiosi, sindacati e celebrità. MPH ricevette un lancio in grande stile il Primo dell'Anno del 2005, in una edizione speciale della trasmissione televisiva The Vicar of Dibley. Il comitato organizzativo acquistò spazi pubblicitari televisivi nell'arco di interi mesi e numerose manifestazioni. L'attività di MPH fu finalizzata a ottenere la massima risonanza nel periodo intorno al 6 luglio 2005, giorno in cui si sarebbe tenuto a Gleneagles, in Scozia, il trentunesimo incontro dei G8. Nello stesso anno, tra l'altro, al Regno Unito sarebbe andata anche la presidenza dell'Unione europea.
L'organizzazione si sciolse il 31 gennaio 2006. La maggioranza dei partecipanti sostennero che lo scioglimento era naturale e necessario, perché l'obiettivo principale di MPH era quello di fare pressioni sul governo inglese nel periodo in cui il Regno Unito aveva la presidenza sia dell'Unione Europea che del G8. Tuttavia, alcuni membri (per esempio l'attivista Alex Callinicos) sostennero che lo scioglimento dell'MPH era "una decisione vergognosa".

### Stati Uniti
Il ramo statunitense di MPH fu chiamato ONE, e fu lanciato da una serie di spot televisivi nell'aprile del 2005, in cui celebri testimonial invitavano la popolazione a unirsi alla campagna e supportarla. Comparvero negli spot 33 personaggi famosi, inclusi i leader religiosi Pat Robertson e Frank Griswold, i cantanti Bono Vox, P. Diddy, Mos Def e Jewel, e gli attori Brad Pitt, Susan Sarandon, Al Pacino e Antonio Banderas. Il gran finale fu lasciato a Tom Hanks: We're not asking for your money. We're asking for your voice ("non chiediamo i tuoi soldi: chiediamo la tua voce").
Gli obiettivi della campagna ONE erano quelli di eliminare la povertà estrema, la fame e l'AIDS. In termini più specifici, il movimento intendeva convincere il presidente George W. Bush a dedicare almeno lo 0.3% del budget nazionale agli aiuti umanitari, aumentando questa cifra gradualmente verso l'obiettivo (fissato dalle Nazioni Unite) dello 0.7% del PIL.
Fra gli sponsor della campagna ONE ci furono organizzazioni come Bread for the World, CARE, DATA, International Medical Corps, International Rescue Committee, Mercy Corps, Oxfam, Plan USA, Save the Children, World Concern e World Vision. Le società commerciali coinvolte furono principalmente la NBA ed MTV.

### Canada
Il movimento MPH canadese (noto anche col nome francese di Abolissons la pauvreté o, in Quebec, come Un monde sans pauvreté) fu lanciato nel febbraio del 2005. Fu coordinato da Gerry Barr, presidente e direttore generale del Canadian Council for International Co-operation. Aderirono alla campagna organizzazioni di beneficenza, sindacati, associazioni religiose e personaggi illustri della cultura e dello sport (tra gli altri gli attori Mary Walsh, Roy Dupuis e Pascale Montpetit, il musicista Tom Cochrane, la campionessa olimpionica Anna van der Kamp, e l'inviato speciale delle Nazioni Unite Stephen Lewis. Agli obiettivi comuni di MPH, il movimento canadese aggiunse quello dell'eliminazione della povertà infantile in Canada.

### Norvegia
La campagna norvegese fu lanciata da Kirkens Nødhjelp il 9 giugno. Fra le celebrità che decisero di indossare il braccialetto bianco ci sono Haakon Magnus, Principe ed erede al trono, e Kjell Magne Bondevik.

## Cronologia
- 1º gennaio 2005: lancio della campagna MPH nel Regno Unito. Lo stesso giorno, il Regno Unito accetta la presidenza del G8, dichiarando che la povertà in Africa sarebbe stato un argomento cruciale nell'incontro
- marzo 2005: la Commissione per l'Africa, fondata da Tony Blair l'anno precedente, produce un rapporto che fu un punto di riferimento importante per la presidenza del G8 da parte del Regno Unito
- aprile: lancio della campagna ONE degli Stati Uniti
- 1º luglio: primo "White Band Day" ("giorno del braccialetto bianco"), con eventi e manifestazioni in tutto il mondo
- 2 luglio: concerti del Live 8; nello stesso giorno, oltre 225.000 manifestanti sfilano a Edimburgo
- 3 luglio: numerose imbarcazioni partono dalle coste inglesi per Cherbourg (Francia) per raccogliere gli attivisti francesi, nel contesto di un'operazione nota come Sail 8
- 6 luglio: concerto finale del Live 8, con lo scopo di convincere i leader del G8 a raddoppiare gli aiuti per l'Africa
- 13 luglio: la comunità di MPH festeggia il ventesimo anniversario del Live Aid.
- 10 settembre: secondo "White Band Day".
- settembre: l'Assemblea Generale delle Nazioni Unite stipula un documento in cui si dichiara l'intenzione di dimezzare il numero di persone che vivono in condizioni di povertà nel mondo entro il 2015
- 10 dicembre: ultimo "White Band Day".